# Asamblea Nacional Constituyente de Venezuela de 1946
La Asamblea Nacional Constituyente de Venezuela de 1946 fue celebrada entre el 17 de diciembre de 1946 y el 22 de octubre de 1947, y tuvo como objetivo preparar, discutir, redactar y aprobar el texto de la Constitución de los Estados Unidos de Venezuela en 1947. 

## Historia

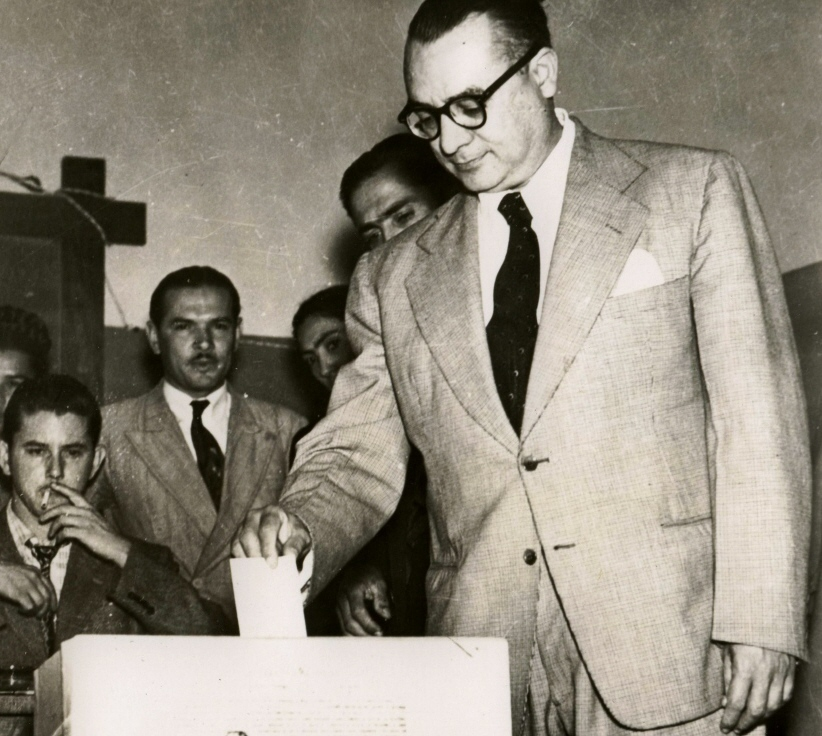
Rómulo Betancourt votando en los comicios del 27 de octubre de 1946

Previamente la Junta Revolucionaria de Gobierno instaurada en octubre de 1945 tras el derrocamiento del presidente Isaías Medina Angarita, había promulgado un estatuto electoral en que se establecía el sufragio universal, directo y popular para mayores de 18 y sin distinción de sexo. En conformidad con este estatuto el 27 de octubre de 1946, se celebraron las elecciones de aquellos representantes que fueron postulados por los partidos políticos de la época.
La Constituyente se instaló el 17 de diciembre de 1946 y el mismo día, designó a Andrés Eloy Blanco, presidente, a Jesús González Cabrera como primer vicepresidente y Augusto Malavé Villalba como segundo vicepresidente. Asimismo, 18 de diciembre el organismo ratificó por decreto, a la mencionada Junta de Gobierno y el 24 de diciembre acordó declarar como objetivo principal la redacción de una nueva constitución y en un estatuto electoral para elegir a los representantes de los poderes públicos.
La Asamblea Constituyente cesó oficialmente en sus funciones el 22 de octubre de 1947, pero en conformidad con la primera disposición transitoria de la constitución puesta en vigencia ese año continuó en ejercicio por intermedio de una Comisión Permanente designada del seno de la Asamblea. El 28 de enero de 1948 la comisión se convocó a las recién elegidas cámaras legislativas el de 1947 para sesiones extraordinarias iniciadas a partir del 2 de febrero, fecha en la que suspendió sus propias actividades.

## Leyes
Durante 1947, se dictaron una serie de decretos y leyes, entre los que destacan el Decreto de la Constitución Nacional el 5 de julio, la Ley Orgánica de la Hacienda Pública el 19 de julio, la Ley Orgánica del Ejército y de la Armada el 14 de octubre y la Ley del Trabajo el 21 de octubre. Los debates de este cuerpo fueron transmitidos por radio, lo cual ejerció un notable impacto sobre la opinión pública.